# Vlag van Vlaams-Brabant
De vlag van Vlaams-Brabant is aangenomen op 17 januari 1995 en werd op 16 april 1996 goedgekeurd. Ze bestaat uit een gele leeuw met rode tong en nagels (Leo Belgicus) op een zwart veld. De vlag hangt aan alle officiële gebouwen van de provincie. De leeuw is gebaseerd op de Brabantse leeuw van het Hertogdom Brabant evenals de kleuren van de Belgische vlag.
In het midden van de leeuw is een hartschild afgebeeld in de kleurencombinatie rood-wit-rood. Dit zijn de officiële kleuren van het wapen van Leuven, hoofdstad van de provincie, en komen in deze kleurenvolgorde dan ook voor in de Leuvense vlag. Volgens de legende zou deze kleurencombinatie verwijzen naar de slag tegen de Vikingen in 891. Arnulf van Karinthië bracht de Vikingen toen een verpletterende nederlaag toe. Tijdens de veldslag zou er zoveel bloed gevloeid hebben dat de twee oevers van de Dijle rood kleurden (de twee rode banden), waartussen de Dijle stroomde (de witte band). In werkelijkheid draagt de Leuvense vlag de kleuren van Neder-Lotharingen en is heraldisch wellicht niet ouder dan de 13e eeuw.

## Vlaggen van Vlaams-Brabant

### Historische vlaggen van Vlaams-Brabant
| Vlag | Datum     | Land/Provincie    | Gebruik                                           |
| ---- | --------- | ----------------- | ------------------------------------------------- |
|      | 1996-Now  | Vlaams-Brabant    | Wapen van Vlaams-Brabant (Belgische provincie)    |
|      | 1815-1995 | Brabant           | Vlag van de voormalig Belgische provincie Brabant |
|      | 1183-1795 | Hertogdom Brabant | Vlag van het Hertogdom Brabant                    |

### Andere vlaggen van Vlaams-Brabant
| Vlag | Datum    | Provincie/Governor        | Gebruik                                   |
| ---- | -------- | ------------------------- | ----------------------------------------- |
|      | 1996-Now | Gouverneur Vlaams-Brabant | Vlag van de gouverneur van Vlaams-Brabant |

### Elementen van de vlag van Vlaams-Brabant
| Vlag/Wapen | Datum   | Element | Gebruik          |
| ---------- | ------- | ------- | ---------------- |
|            | 1996-Nu | Brabant | Vlag van Brabant |
|            | 1997-Nu | Leuven  | Wapen van Leuven |

## Voetnoten
1. 1 2  https://www.vlaamsbrabant.be/nl/over-de-provincie/huisstijl#:~:text=De%20vlag%20van%20de%20provincie,rood%20met%20een%20witte%20dwarsbalk.%22
2. ↑  https://www.vlaamsbrabant.be/nl/over-de-provincie/over-vlaams-brabant/geschiedenis
3. ↑  https://www.crwflags.com/fotw/flags/be-vbr.html
4. ↑  https://www.heraldry-wiki.com/wiki/Leuven